# Arthur Nielsen (1914-1945)
 For alternative betydninger, se Arthur Nielsen (flertydig). (Se også artikler, som begynder med Arthur Nielsen)
Arthur Nielsen (19. januar 1914 i København - 28. februar 1945 i Hvidovre) var en dansk premierløjtnant og modstandsmand.
Arthur Nielsen tilhørte en militærmodstandsgruppe. Han var fra foråret 1944 chef for Københavnsledelsen afsnit 6, som udgjordes af Rødovre, Hvidovre, Glostrup og Brøndbyerne. Han var vinteren 1944/1945 gået under jorden og i seks måneder opholdt han sig i skjul i en villa på Kirkebroen 7 i Hvidovre. Gestapo havde opdaget skjulestedet, da Arthur Nielsen var blevet stukket. Efter en voldsom kamp i forbindelse med et arrestationsforsøg natten til 28. februar 1945 blev Arthur Nielsen, hans værtinde Agnes Andreasen og flere tyskere skudt. Gestapo gennemgravede husets have for at finde skjulte våben og sprængte til sidst hele huset i luften.
På Kildevældskolen (tidligere Vognmandsmarken Skole og Bryggervangen Skole på Østerbro) findes to mindetavler for tidligere elever som satte livet til under modstandskampen, Arthur Nielsen findes med på Bryggervangens tavle.. En mindesten er også rejst for bl.a. Arthur Nielsen og Carl Alfred Nielsen ved den sydlige ende af Biblioteksvej i Hvidovre.
Arthur Nielsen ligger begravet i det store gravfelt i Mindelunden i Ryvangen.